# Rose noire – emblème de la tristesse, rose rouge – emblème de l'amour
Pour les articles homonymes, voir Rose noire (homonymie).
Pour plus de détails, voir Fiche technique et Distribution.
Rose noire – emblème de la tristesse, rose rouge – emblème de l’amour (Чёрная роза – эмблема печали, красная роза – эмблема любви, Tchornaya roza – emblema petchali, krasnaya roza – emblema lioubvi) est un film soviétique réalisé par Sergueï Soloviov, sorti en 1990.

## Fiche technique
- Titre original : Чёрная роза – эмблема печали, красная роза – эмблема любви, Tchornaya roza – emblema petchali, krasnaya roza – emblema lioubvi
- Titre français : Rose noire – emblème de la tristesse, rose rouge – emblème de l’amour
- Réalisation et scénario : Sergueï Soloviov
- Photographie : Youri Klimenko
- Musique : Boris Grebenchtchikov
- Pays d'origine : URSS
- Format : Couleurs - 35 mm - 1,37:1
- Genre : comédie romantique
- Durée : 139 minutes
- Date de sortie : 1990

## Distribution
- Tatiana Droubitch : Alexandra
- Alexandre Abdoulov : le petit ami d'Alexandra
- Mikhail Rozanov : Mitya, le voisin d'Alexandra
- Alexandre Zbrouïev : le père d'Alexandra
- Lioudmila Savelieva : la mère d'Alexandra
- Alexandre Bachirov : Tolik, le voisin de Mitya
- Ilya Ivanov : Plevakine
- Georgui Saakyan : Staline

## Sélection
- Festival de Cannes 1990 : sélection en section Un certain regard[1].